# Hiroko Kasahara
Hiroko Kasahara (jap. 笠原 弘子 Kasahara Hiroko; ur. 19 lutego 1970 w Tokio) – japońska aktorka głosowa oraz piosenkarka J-pop. Znana głównie z ról Nanako Misonô w Oniisama e, roli Fuu Hooji w Wojowniczki z Krainy Marzeń oraz Naomi Armitage w Armitage III.

## Role głosowe
- AM Driver – Paf Shining
- Armitage III (OVA) – Naomi Armitage
- Assemble Insert (OVA) – Maron Namikaze
- Baby Love (OVA) – Arisugawa Seara
- Bikkuriman 2000 – Sutairisu-to
- Bleach Rock Musical – Retsu Unohana
- Bubblegum Crisis (OVA) – Cynthia (odc. 1)
- Calimero – Rosita
- Cookin' Idol Ai! Mai! Main! – Seika Amano
- Chōjū Kishin Dancouga – Laura Sullivan
- Detonator Orgun (OVA) – Kumi Jefferson/Mhiku
- DNA² – Ami Kurimoto
- Final Fantasy: Legend of the Crystals (OVA) – królowa Lena
- Full Moon o Sagashite – Hazuki Kouyama (matka Mitsuki)
- Ginga Hyōryū Vifam – Kachua Pearson
- Ginga Hyōryū Vifam 13 – Kachua Pearson
- Handsome na Kanojo (OVA) – Aya Sawaki
- Hayou no Ken: Shikkoku no Mashou (OVA) – Shurain
- Hyakko – Oniyuri Kageyama
- Irresponsible Captain Tylor
- Kindaichi Shounen no Jikenbo – Maria
- Knight Hunters – Sakura Tomoe
- Kurau: Phantom Memory – Jessica
- Kyukyoku Chojin R (OVA) – Sango
- Przygody małego Nemo w krainie snów – Księżniczka Camille
- Wojowniczki z Krainy Marzeń – Fuu Hououji
- Mahou no Angel Sweet Mint – Mint
- Master of Epic: The Animation Age – Newtar (żeński głos)
- Mushi-Shi – Matka Maho (odc. 3)
- Oniisama e – Nanako Misonô
- Rayearth (OVA) – Fuu Hououji
- Rurōni Kenshin – Sayo Magdalia
- Saint October – Matka (odc. 1)
- San-chōme no Tama: Onegai! Momo-chan o Sagashite!! – Tama
- Seraphim Call – Yukina Kurimoto
- Shin Cho Bakumatsu Shonen Seiki Takamaru (OVA)
- Shinesman (OVA) – Hitomi Kasahara
- Sorcerer Hunters – Sanchu (odc. 11)
- Soreike! Anpanman
- Street Fighter II V – Rinko (odc. 1)
- Super Dimensional Fortress Macross II: The Movie (OVA) – Ishtar
- Tama and Friends – Tama
- Tanjou ~Debut~ (OVA) – Saori Fujimura
- Tsubasa: RESERVoir CHRoNiCLE – Amaterasu
- Twin Spica – matka Asumi
- Ultimate Teacher (OVA) – Hinako Shiratori
- Vampire Knight Guilty – matka Senri
- Vampire Princess Miyu – Miho Arisawa (odc. 8)
- Wallflower – matka Sunako  (odc. 21)
- Yamibo - Darkness, the Hat, and the Travelers of the Books (TV) – Mariel-hime (odc. 4); Mau (odc. 10-12)
- Yu-Gi-Oh! Duel Monster GX – Rose Hime (Księżniczka Róża)